# Draba hyperborea
Draba hyperborea — вид квіткових рослин родини капустяних (Brassicaceae).

## Біоморфологічна характеристика
Півкущик. Рослина до 17 см заввишки. Стебла висхідні чи біля основи вигнуті й майже стеляться. Розеткові листки до 10 × 2.5 см, плоскі, довгасто-зворотно-яйцюваті, загострені, у верхній частині з великими зубцями, запушені дрібними простими і вилчастими волосками. Китиця з 10–20 квіток, розлога, щиткувата, при плодах слабо подовжена. Пелюстки блідо-жовті, 4–5 мм завдовжки, довгасто-зворотно-яйцюваті чи лопатчасті. Плід 8–14 × 4.5–7 мм, еліптичні, широко- чи яйцювато-еліптичні, тупі, голі. Насіння близько 1.5 мм завдовжки, темно-буре.

## Поширення
Росте у Європі: Росія, Румунія, Україна.
В Україні росте на сухих і кам'янистих схилах, крейдяних відслоненнях — у зх. Лісостепу, басейні р. Дністер, звичайно (у Хмельницькій та Вінницькій обл.), у Донецькому Лісостепу.